# Miejska Energetyka Cieplna w Ostrowcu Świętokrzyskim

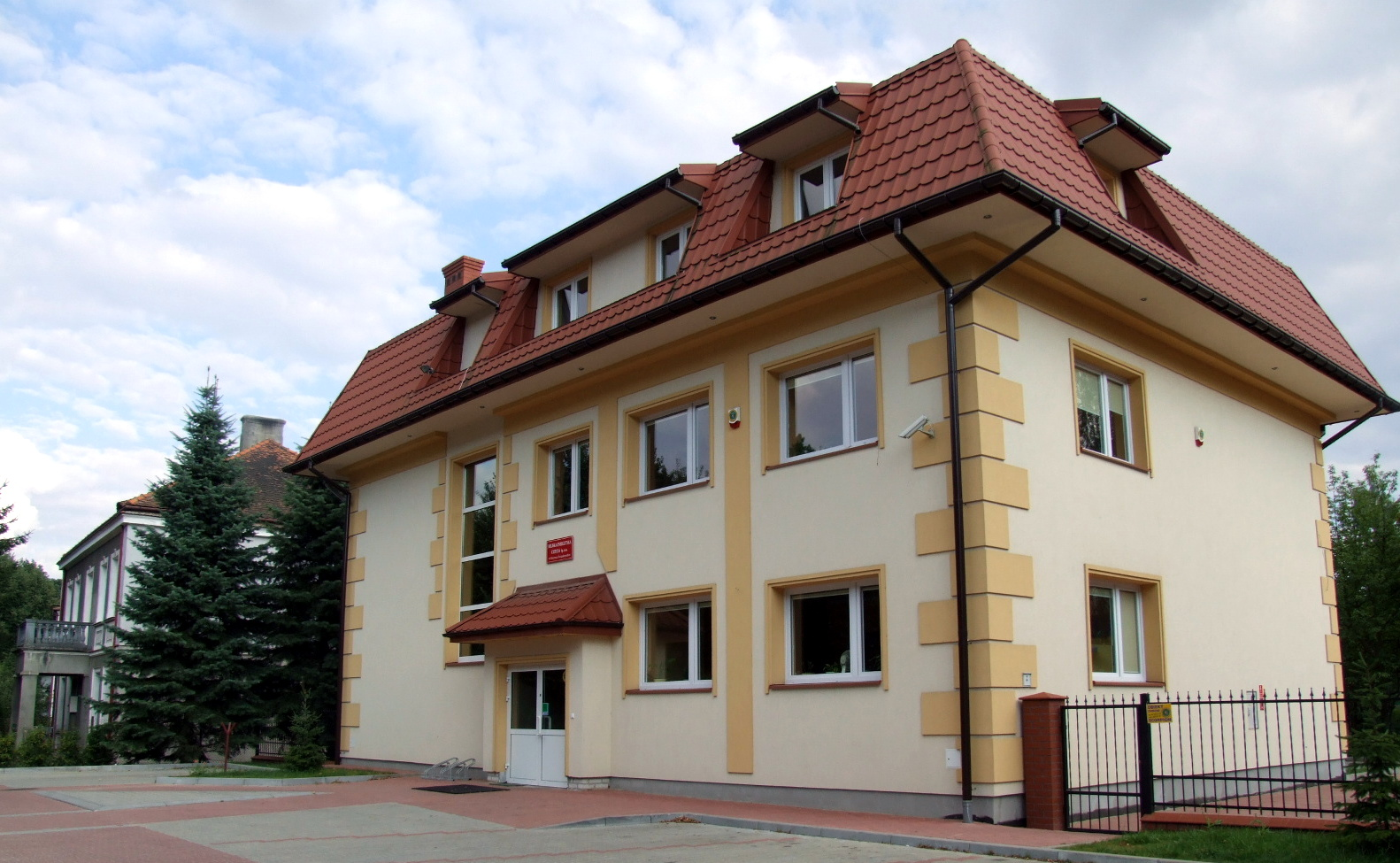
Siedziba MEC przy ul. Sienkiewicza, na osiedlu Kuźnia

Miejska Energetyka Cieplna Sp. z o.o. (MEC) – jedna z największych spółek miejskich w Ostrowcu Świętokrzyskim, dostarczająca ciepło dla potrzeb miasta.

## Historia
Protoplastą MEC było Wojewódzkie Przedsiębiorstwo Energetyki Cieplnej w Kielcach oddział w Ostrowcu Świętokrzyskim, 14 listopada 1991 roku na podstawie uchwały Rady Miejskiej w Ostrowcu Św. WPEC został przekształcony w jednoosobowy podmiot, którego właścicielem stała się Gmina Ostrowiec Świętokrzyski. 2 grudnia 1991 w miejsce WPEC powstała MEC jako Sp. z o.o., 5 grudnia 1991 r. spółka została zarejestrowana w Sądzie Rejonowym w Kielcach w Rejestrze Handlowym pod numerem B 1392.
Dyrektorem Miejskiej Energetyki Cieplnej był mgr inż. Eugeniusz Andrzej Fornalski.
W kwietniu 2001 roku partnerem strategicznym MEC został Narodowy Fundusz Ochrony Środowiska i Gospodarki Wodnej z siedzibą w Warszawie. Wniósł on do spółki wkład pieniężny w wysokości 20 mln zł i objął 40 000 jej udziałów.

## Działalność
Przedsiębiorstwo zajmuje się wytwarzaniem, przesyłem i dystrybucją energii cieplnej dla Ostrowca Świętokrzyskiego. Prowadzi konserwacje, remonty i naprawy awarii urządzeń i węzłów ciepłowniczych na terenie całego miasta. Koordynuje nowe inwestycje ciepłownicze, prowadzi nadzór techniczny.
MEC dostarcza także energię cieplną do CELSA Huta Ostrowiec i innych miejskich przedsiębiorstw.

## Technika
Całkowita moc kotłowni Miejskiej Energetyki Cieplnej wynosi 136 MW. Paliwem jest głównie węgiel kamienny, także gaz ziemny i olej opałowy.
MEC posiada własną ciepłownię, w której pracują cztery kotły rusztowe typu WR-25/M oraz kotłownię awaryjno-szczytową wyposażoną w dwa kotły gazowo-olejowe produkcji ALSTOM o mocy 12 MW każdy. W 2021 r. kotły zostały zmodernizowane. Wymieniono palniki na nowe typu Weishaupt Wkmono GL80 i mocy znamionowej 10 MW. W związku z wymianą palników, całkowita moc kotłowni nie przekracza obecnie 20 MW. W ciepłowni w kotłach OR16 wytwarzana jest również para technologiczna na potrzeby huty.
Ogólna długość sieci cieplnej, stanowiącej majątek Miejskiej Energetyki Cieplnej, wynosi 114 847 m. Długość sieci preizolowanej wynosi 107 026 m, co stanowi 93,2% ogólnej długości sieci.